# Emmelie de Forest
Emmelie Charlotte Victoria de Forest, rojena v Randersu, Danskem, 28. februarja 1993, je danska pevka, ki je najbolj prepoznavna po tem, ko je Dansko zastopala na Evroviziji leta 2013 s pesmijo Only Teardrops in zmagala na tekmovanju. Po njeni zaslugi je Evrovizija 2014 potekala v Kopenhagnu na Danskem. Na evroviziji 2014 je finale otvorila s ponovitvijo pesmi Only Teardrops, nato pa še pesem Rainmaker.